# Людвиг Евгений (герцог Вюртемберга)
Людвиг Евгений Иоганн Вюртембергский (нем. Ludwig Eugen Johann von Württemberg; 6 января 1731, Франкфурт-на-Майне — 20 мая 1795, Людвигсбург) — тринадцатый герцог Вюртемберга в 1793—1795 годах.

## Биография
Людвиг Евгений — второй сын герцога Карла Александра и Марии Августы Турн-и-Таксис. Людвиг Евгений провёл детство вместе с двумя братьями при дворе короля Пруссии Фридриха II. В 1743 году Фридрих II назначил его полковником кавалерии и шефом 2-го драгунского полка. В 1749 году Людвиг Евгений поступил на службу королю Франции Людовику XV и стал командиром германского кавалерийского полка. К началу Семилетней войны между Францией и Англией Людвиг Евгений в 1756 году оккупировал на стороне французов остров Менорка, за что получил звание генерал-лейтенанта. В следующем году Людвиг Евгений записался добровольцем в австрийские войска и принимал участие во всех последующих военных походах Семилетней войны.
В 1762 году Людвиг Евгений Вюртембергский вступил в морганатический брак с графиней Софией Альбертиной Бейхлингенской и занялся семьёй. Герцог Людвиг Евгений вступил в переписку с восторгавшим его Жан-Жаком Руссо, у которого интересовался, можно ли применить принципы, изложенные в «Эмиле» Руссо, для воспитания принцесс. Руссо предложил ему нанять для дочерей гувернантку, но Людвиг Евгений отказался, не желая отказывать себе и супруге в «божественном праве» самостоятельно воспитывать детей.
В 1790 году Людвиг Евгений приобрёл крепость Вассерлос под Альценау в Нижней Франконии и решил построить на этом участке дворец. В 1793 году Людвиг Евгений наследовал своему брату в Вюртемберге и забросил Вассерлос. На вюртембергском троне Людвиг Евгений пытался воплотить в герцогстве разработанные Руссо принципы образования.
Спустя два года правления Людвига Евгения разбил инсульт. Его преемником на троне стал младший брат Фридрих Евгений.

## Потомки
В браке с графиней Софией Альбертиной родились:
- София Антуанетта (1763—1775)
- Вильгельмина Фридерика Елизавета (1764—1817), замужем за Крафтом Эрнстом Эттинген-Валлерштейнским (1748—1802)
- Генриетта Шарлотта Фридерика (1767—1817), замужем за Карлом Гогенлоэ-Вальдбург-Ягстбергским (1766—1838)